# ألكسي بيزغودوف
ألكسي بيزغودوف Alexei Mikhailovich Bezgodov (ولد في 30 يونيو 1969) لاعب شطرنج روسي يحمل لقب أستاذ كبير.
- فاز ببطولة روسيا للشطرنج عام 1993.
- فاز بالمركز الثاني في دورة شيغورين التذكارية عام 1995.
- حصل على لقب أستاذ كبير عام 1999.
- فاز متعادلاً ببطولة أوكرانيا للشطرنج عام 1999.
- فاز بالمركز الثاني في بطولة روسيا للشطرنج عام 1999، بعدما هزمه كونستانتين ساكاييف في النهائي.
- له كتابات في الشطرنج منها: تحدي الصقلي بــلعب 2. ب 13 صدر عام 2004. وكتاب كارو كان المتطرف: مهاجمة الأسود بلعب 3. ب 63.

## وصلات خارجية
- ألكسي بيزغودوف على موقع الاتحاد الدولي للشطرنج (الإنجليزية)
- ألكسي بيزغودوف على موقع مباريات الشطرنج (الإنجليزية)
- ألكسي بيزغودوف على موقع 365Chess.com (الإنجليزية)
- ألكسي بيزغودوف على موقع Chesstempo.com (الإنجليزية)
- ألكسي بيزغودوف سجل أولمبياد الشطرنج على موقع OlimpBase.org (الإنجليزية)